# 철권중
철권중(鐵拳衆)은 철권이라는 게임의 세계관에 등장하는 가공의 사설 용병부대이다. 주로 철권 3와 철권 4에 등장한다. 미시마 재벌의 휘하에 놓여져 있으며 그 어느 누구가 미시마 재벌의 총수가 된다 할지라도 미시마 재벌의 총수의 명령에 절대복종한다. 철권중은 미시마 재벌 총수를 총사령관으로 한 미시마 재벌 산하의 사설부대이다.
미시마 헤이하치가 창설했으며 미시마 헤이하치, 미시마 카즈야, 카자마 진으로 총사령관이 변경되었다. 황당한 점은 미시마 카즈야가 총사령관이던 시절의 철권중은 미시마 카즈야의 명령에 절대복종했지만 미시마 카즈야가 미시마재벌의 총수에서 쫓겨나고 카자마 진이 철권중의 총사령관이 되자 오히려 카자마 진의 명령에 따라 미시마 카즈야를 살해하려 했다. 
카자마 진이 총사령관에 취임한 이후 철권중은 세계 각지에 테러를 일으켰으며 철권중의 테러로 인하여 미겔 까바예로 로호이 여동생이 사망하자 미겔 까바예로 로호는 카자마 진에게 골수에 사무치는 원한을 갖게 되었다. 훗날 미겔 카바예로 로호가 카자마 진을 살해하기 위해 뛰어가는 것을 철권중이 저지했으나 미겔 카바예로 로호는 수십명의 철권중 병사들을 맨손으로 쓰러뜨리면서 카자마 진에게 접근했지만 카자마 진은 헬리콥터를 타고 도주했고 미겔 카바예로 로호는 간발의 차이로 카자마 진을 놓쳤다.
철권에 등장한 격투가들 중에서 몇몇 격투가들이 철권중에 소속되었는데 거액의 주급을 노리고 철권중에 입단한 니나 윌리엄스와 미시마 재벌에서 생명이 위독한 사범을 살려낸다는 조건으로 철권중에 입단한 에디 골도, 철권중의 중대장인 라스 알렉산더슨 등이 있다. 에디 골도는 카자마 진이 자신의 사범에게 아무런 치료도 하지 않고 사망하도록 방치해두자 이에 격분하여 철권중을 탈퇴하였다. 